# Phönix D-Typen

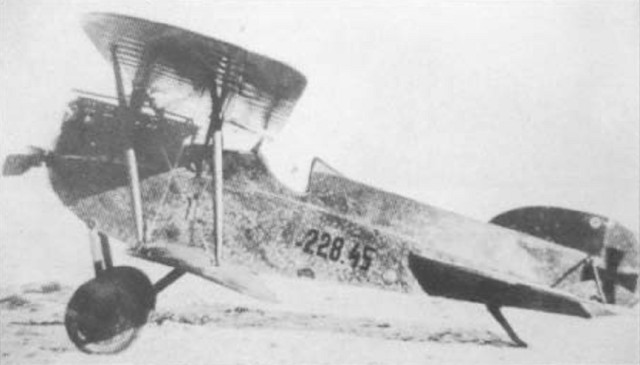
Phönix D.I der Serie 228 mit 200-PS-Hiero-Motor

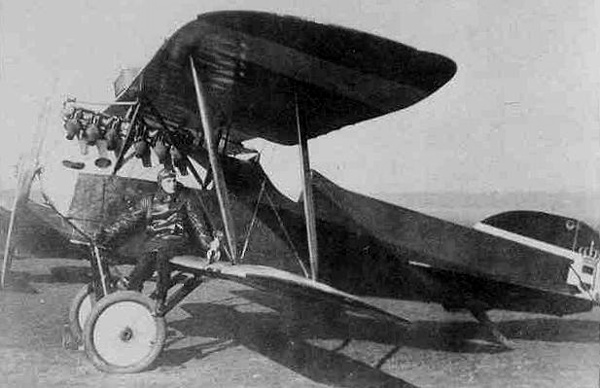
Fregattenleutnant Wollemann (k.u.k. Seeflieger) mit seiner Phönix D.I „A 97“ bei Pola

Die Phönix D.I–III waren für die k.u.k. Luftfahrtruppen von der Phönix Flugzeugwerke AG in Wien-Stadlau entwickelte Jagdflugzeuge im Ersten Weltkrieg.

## Entwicklung
Der Jagdeinsitzer Phönix D.I war eine weiterentwickelte Version des von Phönix in Lizenz gebauten „Kampf-Doppeldecker“ (KD) Hansa-Brandenburg D.I mit stärkerem Motor und neuen Tragflächen. Im Sommer 1917 wurde von Kirste ein Prototyp mit dem 185-PS-Austro-Daimler-Motor entwickelt. Ein KD-Rumpf (28.48) bekam neukonstruierte Tragflächen. Bei der Flugerprobung zeigte sich jedoch bald, dass der Jäger zwar schnell war, aber zu schwerfällig und hecklastig in der Luft lag. Nach Rumpfverlängerung bekam der Prototyp die Phönix-Nummer 20.14, die Flugeigenschaften blieben weiter schlecht. Sparmann konstruierte neue, wieder etwa gleiche Tragflächen, die am KD-Rumpf 28.50 montiert wurden, neue Flugzeugnummer 20.15. Mit größerem Oberflügel wurde mit dem KD-Rumpf 28.73 der Prototyp 20.16 gebaut, der trotz eines 200-PS-Austro-Daimler wieder schlechtere Flugeigenschaften besaß. Erst mit neuen Tragflächen wurde der 20.16 als Vorserienflugzeug der Bauart D.I getestet.
Wegen des dringenden Bedarfs an Jagdflugzeugen wurde die Phönix D.I zur Serienfertigung angewiesen und man unternahm erst deutlich später den Versuch, die Manövrierbarkeit zu verbessern. Es zeigte sich gleich zu Beginn, dass die Tragflächen strukturell verstärkt werden mussten, was die Auslieferung verzögerte.
Von der Phönix D.I wurden drei Serien (128, 228 und 328) zu je 50 Stück bestellt, ausgerüstet mit Hiero-Motoren mit 200 PS. Weitere 40 Maschinen der Bauart D.I bzw. der jeweils neuesten Ausführung wurden von den k.u.k. Seefliegern geordert, die dringend Abfangjäger zum Schutz ihrer Seeflugstationen in Pola und Triest benötigten. Die Phönix-Abfang-Einsitzer der Marine erhielten die Marinenummern A97-104, A107-118, A156-205, später umbezeichnet in J1-70. Im Gegensatz zu den Phönix der Luftfahrtruppen hatten sie alle den stärkeren 230-PS-Hiero-Motor eingebaut.
Die verbesserte Version D.II hatte neben kleineren Änderungen einen gegenüber dem D.I wieder neuen Oberflügel und ein gänzlich neues Höhenleitwerk mit Ausgleichsrudern. Die Bauart D.II wurde ebenfalls in drei Serien (122, 222 und 322), alle mit 200-PS-Hiero-Motoren, bestellt. Dazu kam die Bauart D.IIa (422) mit 230-PS-Hiero-Motor. Je etwa 110 Flugzeuge D.II und D.IIa wurden fertiggestellt. Die D.II gelangte ab Mai 1918 an die italienische Front.
Gegen Kriegsende lief auch die Produktion der Bauart D.III (222.100) an, im Prinzip ein D.IIa mit Tragflächen ohne V-Stellung, aber mit vier Querrudern und einem vereinfachten Seitenruder. Nun wurde auch endlich das Problem der schlechten Erreichbarkeit der MGs gelöst, die nun in Reichweite des Piloten installiert lagen und zum Schutz des Motors mit Mündungsfeuerdämpfern ausgerüstet worden waren.
Kirste konstruierte eine neue Bauart, davon wurden zwei Prototypen (20.24 mit 230-PS-Hiero und 20.25 mit 225-PS-Austro-Daimler) gebaut; sie hatten einen komplett neu konstruierten Rumpf mit ovalem Querschnitt und eine deutlich geringere Spannweite, bei einem Serienbau wäre sie die Bauart D.IV geworden.

## Einsatz

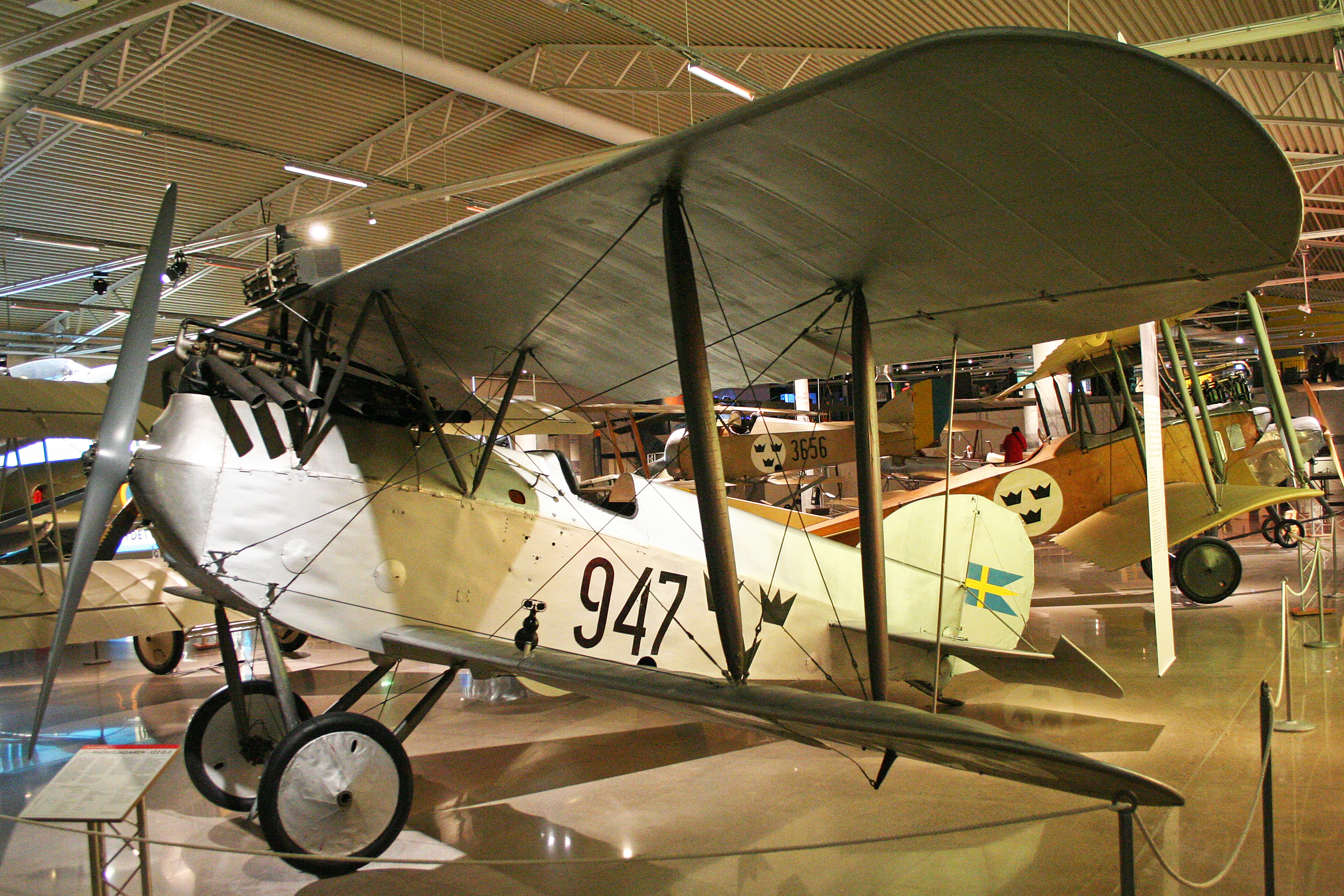
Phönix D.III im schwedischen Luftwaffenmuseum

Die D.I gelangte im Herbst 1917 an die Front, die D.II und D.IIa folgten ab Juni 1918. Ihre Schnelligkeit und Steigfähigkeit war beachtlich, allerdings war sie weniger wendig als ihre alliierten Gegner, was erst mit der D.IIa verbessert wurde. Problematisch blieb die Unterbringung der Schwarzlose-MG unter der Motorhaube; sie waren bei Ladehemmungen für den Piloten kaum erreichbar.
Die D.III wurde nach dem Krieg von der schwedischen Armee getestet, die anschließend 17 Maschinen bei Phönix ankaufte und weitere 10 in den Armeewerkstätten in Malmen nachbaute und mit 185-PS-BMW-Motoren bestückte. Als die „Flygvapnet“ 1926 gegründet wurde, waren noch neun D.III im Dienst. Später als Schulflugzeuge verwendet, wurden die letzten erst 1930 ausgesondert; eine Maschine blieb als Wetterflugzeug bis 1936 im Einsatz und ist jetzt im Flygvapenmuseum, dem schwedischen Luftwaffenmuseum, ausgestellt.

## Technische Daten
| Kenngröße                               | Phönix D.I    | Phönix D.II   | Phönix D.IIa  | Phönix D.III  | Phönix D.IV            |
| --------------------------------------- | ------------- | ------------- | ------------- | ------------- | ---------------------- |
| Verwendungszweck                        | Jagdflugzeug  | Jagdflugzeug  | Jagdflugzeug  | Jagdflugzeug  | Jagdflugzeug           |
| Baujahr                                 | 1917–18       | 1918          | 1918          | 1918          | 1918                   |
| Besatzung                               | 1             | 1             | 1             | 1             | 1                      |
| Länge                                   | 6,62 m        | 6,62 m        | 6,62 m        | 6,62 m        | 6,60 m                 |
| Spannweite                              | 9,88 m        | 9,80 m        | 9,90 m        | 9,80 m        | 8,50 m                 |
| Höhe                                    | 2,79 m        | 2,79 m        | 2,79 m        | 2,79 m        | 2,90 m                 |
| Flügelfläche                            | 25,00 m²      | 25,00 m²      | 25,00 m²      |               | 23,50 m²               |
| Leermasse                               | 665 kg        | 665 kg        | 665 kg        | 665 kg        | 665 kg                 |
| Startmasse                              | 805 kg        | 805 kg        | 805 kg        | 810 kg        | 960 kg                 |
| Höchstgeschwindigkeit in NN             | 180 km/h      | 180 km/h      | 185 km/h      | 195 km/h      | 195 km/h               |
| Steiggeschwindigkeit auf 1000 m         | 3 min         | 3 min         |               |               | 2:10 min               |
| Steiggeschwindigkeit auf 2000 m         | 7 min         | 7 min         |               |               |                        |
| Steiggeschwindigkeit auf 3000 m         | 12 min        | 12 min        | 10 min        |               |                        |
| Steiggeschwindigkeit auf 4000 m         |               |               |               |               |                        |
| Steiggeschwindigkeit auf 5000 m         |               |               |               |               | 18 min                 |
| Gipfelhöhe                              | 6000 m        | 6000 m        | 6000 m        | 6800 m        | 6800 m                 |
| Reichweite                              | 320 km        |               | 500 km        |               |                        |
| Flugdauer                               | 2 h           |               | 3 h           | 2 h           |                        |
| 6-Zyl.-Reihenmotor, flüssigkeitsgekühlt | Hiero; 200 PS | Hiero; 200 PS | Hiero; 230 PS | Hiero; 230 PS | Austro-Daimler; 200 PS |
| Bewaffnung                              | 2 MG          | 2 MG          | 2 MG          | 2 MG          | 2 MG                   |